# Elthusa ochotensis
Elthusa ochotensis là một loài chân đều trong họ Cymothoidae. Loài này được Kussakin miêu tả khoa học năm 1979.